# 高ノ島
高ノ島（たかのしま）は、千葉県館山市富士見にある陸繋島。一般的には「鷹ノ島」の表記も多く見かける（後述）。

## 概要
館山港に面し、同じく陸繋島になっている沖ノ島の東に位置する。かつては沖ノ島とともに本土から離れていたが、1923年（大正12年）9月1日に起きた関東大震災による隆起で干潟ができた。『館山市史』によると、震災による隆起は高ノ島で約7尺（約2.1メートル）、沖ノ島で約8尺（約2.4メートル）、館山沿岸部で約6尺（1.8メートル）であった。
東京湾口の要地にできた浅瀬に目をつけた海軍航空隊は1930年（昭和5年）に飛行場をつくるため埋め立てを決め、土砂の堆積も加わって完全に地続きとなった。本土側にかけての一帯は現在、海上自衛隊館山航空基地となっている。

## 神社
島の鎮守様である弁財天は、平安時代中期の1092年に、安房国の国司だった源親元の勧進により創建された。 大祭は毎年5月14日に執り行われている。第二次世界大戦中いったん途絶えたが、昭和24年に復活して以来執り行われている。 昭和30年代は、14日に汐祭り、15日に御開帳で終日、お茶の接待を行っていた。五穀豊穣、海上安全、漁獲豊漁、商業繁栄などを祈願している。管理は館山市沼の栄洗寺に任されている。

## 名称標記
島名の標記には「高ノ島」「鷹ノ島」の異なる標記が利用されている。「高ノ島」が利用されていたが江戸時代以降に「鷹ノ島」が利用されるようになり「鷹ノ島」が普及していった。
国土地理院の地形図や行政資料では引き続き「高ノ島」が利用されている。また弁財天の石碑には「鷹之島辯天閣」と刻銘され、お札も同様である。

## 戦争遺跡
高ノ島には戦争遺跡として館山海軍航空隊水上班滑走台跡が残っている。日本の降伏後の1945年（昭和20年）9月3日、米軍はここから上陸して、4日間、直接軍政を行った。